# بتای ترمودینامیکی

مقیاس تبدیل دما/سردی در اس‌آی: دماها در مقیاس کلوین به رنگ آبی (مقیاس سلسیوس به رنگ سبز، مقیاس فارنهایت به رنگ قرمز)، و مقادیر سردی بر حسب گیگابایت بر نانوژول به رنگ سیاه نشان داده شده‌اند. دمای بی‌نهایت (سردی صفر) در بالای نمودار نشان داده شده است؛ مقادیر مثبت سردی/دما در سمت راست و مقادیر منفی در سمت چپ قرار دارند.

در ترمودینامیک آماری، بتای ترمودینامیکی که با نام سردی نیز شناخته می‌شود، کمیتی است که معکوس دمای ترمودینامیکی یک سیستم است:{\displaystyle \beta ={\frac {1}{k_{\rm {B}}T}}} (که در آن T دما و kB ثابت بولتزمن است).
بتای ترمودینامیکی دارای دیمانسیون معکوس انرژی است (در دستگاه اس‌آی، معکوس ژول، {\displaystyle [\beta ]={\textrm {J}}^{-1}}). در واحدهای غیرحرارتی، می‌توان آن را بر حسب بایت بر ژول یا، به شکل راحت‌تر، گیگابایت بر نانوژول نیز اندازه‌گیری کرد؛ 1 K−1 تقریباً معادل ۱۳٬۰۶۲ گیگابایت بر نانوژول است؛ در دمای اتاق: T = 300 K، β ≈ 44 GB/nJ ≈ 39 eV−1 ≈ 2.4 ⋅ 1020 J−1. ضریب تبدیل عبارت است از: 1 GB/nJ = {\displaystyle 8\ln 2\times 10^{18}} J−1.

## شرح
بتای ترمودینامیکی در واقع حلقه‌ای است که نظریه اطلاعات را در تفسیر یک سیستم فیزیکی از طریق آنتروپی آن، به مکانیک آماری و ترمودینامیک که با انرژی آن مرتبط است، پیوند می‌دهد. بتا پاسخ آنتروپی به افزایش انرژی را بیان می‌کند. اگر مقدار کمی انرژی به یک سیستم اضافه شود، β میزان تصادفی شدن سیستم را توصیف می‌کند.
از طریق تعریف آماری دما به عنوان تابعی از آنتروپی، می‌توان تابع سردی را در آنسامبل میکروکانونی با استفاده از فرمول زیر محاسبه کرد:
{\displaystyle \beta ={\frac {1}{k_{\rm {B}}T}},={\frac {1}{k_{\rm {B}}}}\left({\frac {\partial S}{\partial E}}\right)_{V,N}}
(یعنی مشتق جزئی آنتروپی S نسبت به انرژی E در حجم ثابت V و تعداد ذرات ثابت N).

### مزایا
اگرچه β از نظر مفهومی کاملاً معادل دما است، اما به دلیل پدیده دمای منفی، معمولاً یک کمیت بنیادی‌تر از دما در نظر گرفته می‌شود. در این پدیده، β هنگام عبور از صفر پیوسته است، در حالی که T دارای یک تکینگی است.
علاوه بر این، β این مزیت را دارد که درک رابطه علّی آن آسان‌تر است: اگر مقدار کمی گرما به سیستم اضافه شود، β نشان‌دهنده افزایش آنتروپی تقسیم بر افزایش گرما است. تفسیر دما به همین معنا دشوار است، زیرا «افزودن آنتروپی» به یک سیستم جز به طور غیرمستقیم، با تغییر مقادیر دیگر مانند دما، حجم یا تعداد ذرات، ممکن نیست.

## تفسیر آماری
از دیدگاه آماری، β یک کمیت عددی است که دو سیستم ماکروسکوپی در تعادل را به هم مرتبط می‌کند. فرمول‌بندی دقیق به شرح زیر است. دو سیستم ۱ و ۲ را در تماس گرمایی با انرژی‌های E۱ و E۲ در نظر بگیرید. فرض کنید E۱ + E۲ = E (یک مقدار ثابت) باشد. تعداد ریزحالت‌های هر سیستم را با Ω۱ و Ω۲ نشان می‌دهیم. طبق فرضیات ما، Ωi فقط به Ei بستگی دارد. همچنین فرض می‌کنیم که هر ریزحالت سیستم ۱ که با E۱ سازگار است، می‌تواند با هر ریزحالت سیستم ۲ که با E۲ سازگار است، همزمان وجود داشته باشد. بنابراین، تعداد ریزحالت‌ها برای سیستم ترکیبی برابر است با:
{\displaystyle \Omega =\Omega _{1}(E_{1})\Omega _{2}(E_{2})=\Omega _{1}(E_{1})\Omega _{2}(E-E_{1}).,}
ما β را از اصل موضوع بنیادی مکانیک آماری استخراج می‌کنیم:
هنگامی که سیستم ترکیبی به تعادل می‌رسد، تعداد Ω بیشینه می‌شود.
(به عبارت دیگر، سیستم به طور طبیعی به سمت بیشترین تعداد ریزحالت‌ها حرکت می‌کند.) بنابراین، در حالت تعادل داریم:
{\displaystyle {\frac {d}{dE_{1}}}\Omega =\Omega _{2}(E_{2}){\frac {d}{dE_{1}}}\Omega _{1}(E_{1})+\Omega _{1}(E_{1}){\frac {d}{dE_{2}}}\Omega _{2}(E_{2})\cdot {\frac {dE_{2}}{dE_{1}}}=0.}
اما E۱ + E۲ = E ایجاب می‌کند که:
{\displaystyle {\frac {dE_{2}}{dE_{1}}}=-1.}
بنابراین:
{\displaystyle \Omega _{2}(E_{2}){\frac {d}{dE_{1}}}\Omega _{1}(E_{1})-\Omega _{1}(E_{1}){\frac {d}{dE_{2}}}\Omega _{2}(E_{2})=0}
یعنی:
{\displaystyle {\frac {d}{dE_{1}}}\ln \Omega _{1}={\frac {d}{dE_{2}}}\ln \Omega _{2}\quad {\mbox{در حالت تعادل.}}}
رابطه فوق تعریف β را ایجاب می‌کند:
{\displaystyle \beta ={\frac {d\ln \Omega }{dE}}.}

## ارتباط بین تفسیر آماری و ترمودینامیکی
هنگامی که دو سیستم در حالت تعادل هستند، دمای ترمودینامیکی یکسانی (T) دارند. بنابراین، به طور شهودی انتظار می‌رود که β (که از طریق ریزحالت‌ها تعریف شده) به نوعی با T مرتبط باشد. این ارتباط توسط اصل موضوع بنیادی بولتزمن فراهم می‌شود که به صورت زیر نوشته می‌شود:
{\displaystyle S=k_{\rm {B}}\ln \Omega ,}
که در آن kB ثابت بولتزمن، S آنتروپی ترمودینامیکی کلاسیک، و Ω تعداد ریزحالت‌ها است. بنابراین:
{\displaystyle d\ln \Omega ={\frac {1}{k_{\rm {B}}}}dS.}
با جایگذاری این رابطه در تعریف β از تعریف آماری بالا، به دست می‌آوریم:
{\displaystyle \beta ={\frac {1}{k_{\rm {B}}}}{\frac {dS}{dE}}.}
با مقایسه با فرمول ترمودینامیکی:
{\displaystyle {\frac {dS}{dE}}={\frac {1}{T}},}
داریم:
{\displaystyle \beta ={\frac {1}{k_{\rm {B}}T}}={\frac {1}{\tau }}}
که در آن {\displaystyle \tau } دمای بنیادی سیستم نامیده می‌شود و دیمانسیون انرژی دارد.

## تاریخچه
بتای ترمودینامیکی در ابتدا در سال ۱۹۷۱ توسط اینگو مولر، یکی از طرفداران مکتب فکری ترمودینامیک گویا، با عنوان Kältefunktion (به معنی «تابع سردی») معرفی شد. این مفهوم بر اساس پیشنهادهای پیشین در مورد یک تابع «دمای معکوس» شکل گرفت.